# Ti ora tha vgoume
Ti ora tha vgoume? (en griego Τι ώρα θα βγούμε; «¿A qué hora salimos?») es el sexto álbum de estudio de la cantante griega Helena Paparizou. Es el primer trabajo que publica con la discográfica EMI Music Greece. Fue publicado el 3 de junio de 2013.

## Antecedentes
La grabación del álbum comenzó en julio de 2012 en un estudio en Atenas. A pesar de que Helena Paparizou había firmado con EMI Music Greece, uno de sus más cercanos colaboradores o asesores ha sido Yannis Doxas. En febrero de 2013 Helena viajó a Suecia para grabar las canciones compuestas por los suecos Jimmy Jansson y Bobby Ljunggren, de las cuales también grabó sus versiones en inglés para su próximo álbum internacional que saldrá en otoño de 2013. Además de estas dos canciones, en el disco encontramos otras tres que tienen su versión inglesa destinadas al álbum internacional.
La producción de las canciones se ha llevado a cabo en diferentes estudios por sus propios compositores, por lo general. Por otra lado, la grabación de las canciones se ha hecho por un lado en Suecia en el estudio Clavicord Studio, mientras que las grabaciones realizadas en Grecia fueron en Vox Studio.

## Lanzamiento y promoción
A pesar de que se habían barajado diferentes fechas en el mes de mayo, finalmente se oficializó que el lanzamiento del álbum sería el 3 de junio de 2013. El 30 de mayo, cuatro días antes de la publicación del álbum, Helena Paparizou realizó una entrevista en la radio griega Dromos FM donde habló de su nuevo trabajo, además de anunciar los conciertos que haría en ese mismo verano en Grecia. Además, también pusieron pequeños fragmentos de dos nuevas canciones del álbum que no habían sido escuchadas, Den thello allon iroa y Ti ora tha vgoume. También habló sobre varias actuaciones en Suecia para el verano.
Es el primer álbum de Helena Paparizou en mantenerse durante once semanas en el Top 10 de la lista de álbumes más vendidos en Grecia.

## Sencillos
Poso m'aresei
Es el primer sencillo del álbum en griego y fue publicado el 19 de marzo de 2013 a través de las radios más populares griegas. La canción está compuesta por el cantante del grupo griego Stavento, Mihalis Kouinelis. Llegó al puesto número tres en la lista de las canciones más sonadas en las radios de Grecia.
Ena lepto
Fue lanzado como segundo sencillo promocional tan solo con un mes de diferencia del primero. Es una balada pop compuesta por el cantante y compositor griego Giorgos Papadopoulos con letra de Akis Petrou. Fue presentada por primera vez en directo en el MadWalk 2013. La canción fue mejor recibida por el público que el primer sencillo.
Save me (This is an SOS)
El 29 de mayo de 2013 fue lanzado paralelamente en las radios griegas y suecas, como tercer sencillo del álbum en griego Ti ora tha vgoume y primero del álbum internacional que la cantante está preparando. Es una canción pop-dance compuesta por los suecos  	Jimmy Jansson y Bobby Ljunggren y con letra de Mycah Wilshire.
Den thelo allon iroa
Es el cuarto sencillo del álbum, con un estilo diferente al resto de música de la cantante que recuerda a alguna canción de Amy Winehouse. La música está compuesta por Dimitris Kontopulos y Niko Ntarmas, mientras que la letra es de Nikos Moraitis. El videoclip se lanzó el 24 de diciembre de 2014, llegando desde entonces a las radios como sencillo oficial del álbum.

## Lista de canciones
| N.º | Título                                            | Letras                       | Música                              | Duración |  |
| 1.  | «Den thelo allon iroa» (No quiero otro héroe)     | Nikos Moraitis               | Dimitris Kontopoulos                | 3:17     |  |
| 2.  | «Ti ora tha vgoume?» (¿A qué hora salimos?)       | Nikos Moraitis               | O. Holter, J. Erixson, K. Ostergren | 3:36     |  |
| 3.  | «Ena lepto» (Un minuto)                           | Akis Petrou                  | Giorgos Papadopoulos                | 3:07     |  |
| 4.  | «Sou stelno SOS» (Enviando un SOS)                | Yannis Doxas                 | J. Jansson, B. Ljunggren            | 3:08     |  |
| 5.  | «Epitelous moni» (Finalmente sola)                | Giorgos Pilianidis           | Miltos Ioannidis                    | 3:36     |  |
| 6.  | «Poso m'aresei» (Cómo me gusta)                   | Mihalis Kouinelis (Stavento) | Mihalis Kouinelis (Stavento)        | 3:31     |  |
| 7.  | «De tha kimithis apopse» (No dormirás esta noche) | Nikos Moraitis               | Nikos Antypas                       | 3:14     |  |
| 8.  | «The groove is the solution»                      | Gabriel Russel (Slick Beats) | Gabriel Russel (Slick Beats)        | 3:52     |  |
| 9.  | «I nixta» (La noche)                              | Akis Petrou                  | Giorgos Papadopoulos                | 3:24     |  |
| 10. | «Oute ki esi» (Tú tampoco)                        | Gioula Georgiou              | Giorgos Papadopoulos                | 3:28     |  |
| 11. | «Vrehi filia» (Lloviendo besos)                   | Nikos Moraitis               | Nalle Ahlstedt, Petri Somer         | 3:21     |  |
| 12. | «Mesimeria» (Mediodías)                           | Yannis Doxas                 | P. Siitonen, R. Asikainen, Heroism  | 3:34     |  |
| 13. | «Soma ke psihi» (Cuerpo y alma)                   | Vangelis Konstantinidis      | Jimmy Jansson, Bobby Ljunggren      | 3:07     |  |
| 14. | «Mi mou exigis» (No explique)                     | Nikos Moraitis               | Nikos Antypas                       | 4:05     |  |

| Bonus Track |                            |                |                                |          |  |
| N.º         | Título                     | Letras         | Música                         | Duración |  |
| 15.         | «Save me (This is an SOS)» | Mycah Wilshire | Jimmy Jansson, Bobby Ljunggren | 3:08     |  |
| 51:28       |                            |                |                                |          |  |

## Posicionamiento
| País   | Listas                | Mejor posición |
| ------ | --------------------- | -------------- |
| Grecia | IFPI Grecia (Álbumes) | 1              |
| Chipre | Top Álbumes Chipre    | 3              |